# غواصة يو بي-27
يو بي-27 غواصة ألمانية من فئة يو بي2 خدمت في البحرية الإمبراطورية الألمانية خلال الحرب العالمية الأولى. تم طلب الغواصة في 30 أبريل 1915 وتم إطلاقها في 10 فبراير 1916. تم تكليفها في البحرية الإمبراطورية الألمانية في 23 فبراير 1916 باسم يو بي-27. أغرقت 11 سفينة في 17 دورية ل 17 إجمالي 18،091 طن سجل إجمالي.